# Gundam: Requiem for Vengeance
Gundam: Requiem for Vengeance (japanska: Kidô senshi Gandamu: Fukushû no Requiem) är en japansk delvis animerad action- och dramaserie vars första säsong består av sex avsnitt. Serien hade premiär den 17 oktober 2024 på strömningstjänsten Netflix.

## Handling
Serien kretsar kring Zaku II-piloten Solari som elva månader in i revolutionskriget ställs inför Federationens nya dödliga vapen: den mobila dräkten Gundam.